# Ona FM
ONA FM fue una cadena privada de radio de Cataluña (España) propiedad del grupo radiofónico Prisa Radio, división radiofónica del grupo Prisa.

## Historia
Inició sus emisiones el 23 de abril de 2007 utilizando parte de las frecuencias de Ona Catalana, cadena adquirida por el grupo Unión Radio en verano de 2005. Su programación inicial estaba compuesta por los programas Fora de joc (de 7 a 10), La vinyeta (de 10 a 12), La graderia (de 12 a 15 y de 19 a 22) y Miopia (de 15 a 19), dedicando el resto de horas a la fórmula musical y las retransmisiones deportivas. Su director fue Josep Maria Girona.
Debido a la crisis económica se procedió al cierre de la emisora en junio de 2012.
- Era una mezcla de Cadena SER, Radio Marca, Los 40 Principales y Cadena Dial las 24 horas y los 365 días del año en catalán.

- La emisora pretendía emitir en FM, TDT y demás sistemas en las siguientes regiones:
  - Andorra
  - Cataluña
  - Islas Baleares
  - Comunidad Valenciana
  - En la zona oriental de Aragón (La Franja Oriental), territorio formado por las comarcas de La Litera y el Matarraña, y cerca de la mitad de los municipios de la Ribagorza, Bajo Cinca y Bajo Aragón - Caspe.
  - Una pequeña comarca de la Región de Murcia, conocida como El Carche.
  - Pirineos Orientales (Languedoc-Rosellón-Mediodía-Pirineos - Francia)
  - Alguer (Cerdeña - Italia)

Desde junio de 2012 y hasta el 26 de febrero de 2015 se escuchó una radio-fórmula musical bajo el nombre de Ona FM. Al día siguiente sus frecuencias pasaron a emitir la programación de Cadena SER Catalunya.

## Frecuencias que fueron de Ona FM
Provincia de Barcelona
- Barcelona: 103.5 FM
- Manresa: 104.4 FM

 Provincia de Gerona
- Figueras: 104.4 FM
- Gerona: 97.4 FM
- Olot: 98.1 FM
- Portbou: 104.0 FM
- Ripoll: 90.6 FM

 Provincia de Lérida
- Lérida: 99.2 FM

 Provincia de Tarragona
- Tarragona: 97.1 FM
- Vendrell: 104.0 FM